# روي ماكدونو
روي ماكدونو (بالإنجليزية: Roy McDonough) هو كاتب سير ذاتية ولاعب كرة قدم ومدرب كرة قدم بريطاني في مركز الهجوم، ولد في 16 أكتوبر 1958 في سوليهل في المملكة المتحدة. لعب مع برمنغهام سيتي وتشيلسي وكامبريدج يونايتد وكولتشستر يونايتد ونادي إكزتر سيتي ونادي ساوثيند يونايتد ونادي والسول.

## وصلات خارجية
- روي ماكدونو على موقع قاعدة بيانات كرة القدم.إي يو (الإنجليزية)
- روي ماكدونو على موقع Soccerbase.com (لاعب) (الإنجليزية)